# Papilio ulysses
Papilio ulysses là một loài bướm thuộc họ Bướm phượng (Papilionidae). 
Loài Papilio ulysses được mô tả năm 1758 bởi Linnaeus. Loài bướm Papilio ulysses sinh sống ở Australasia .

## Hình ảnh

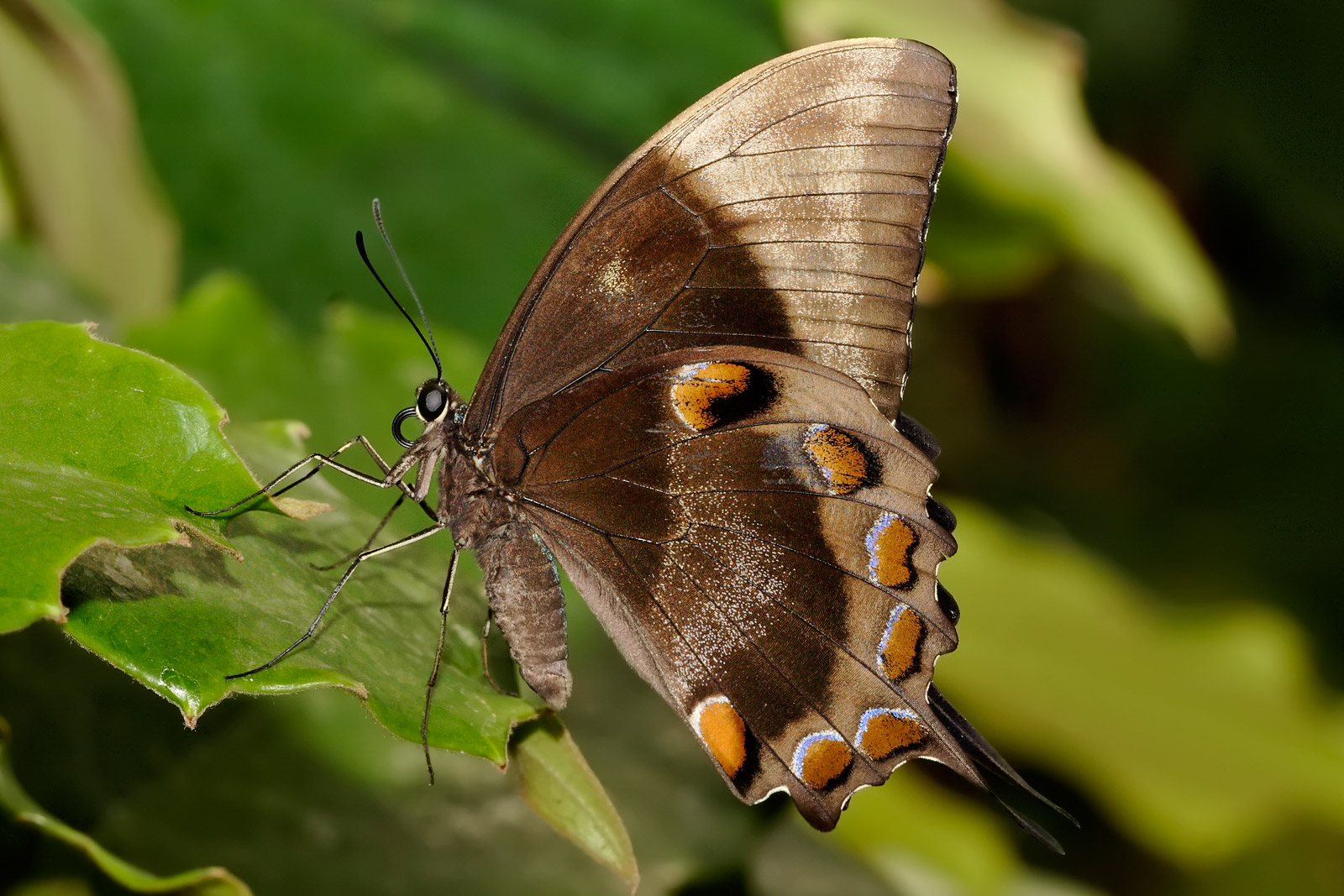
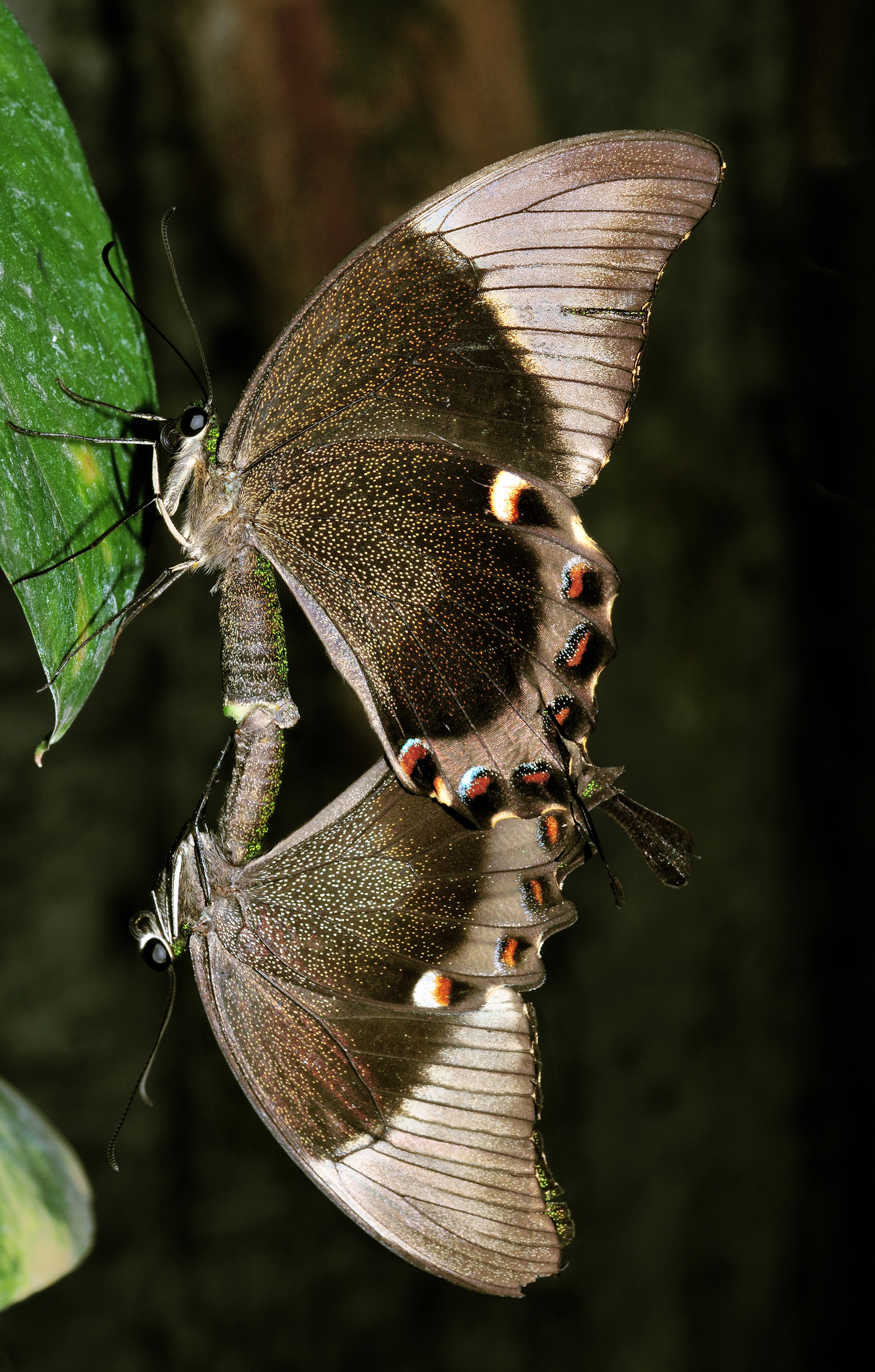
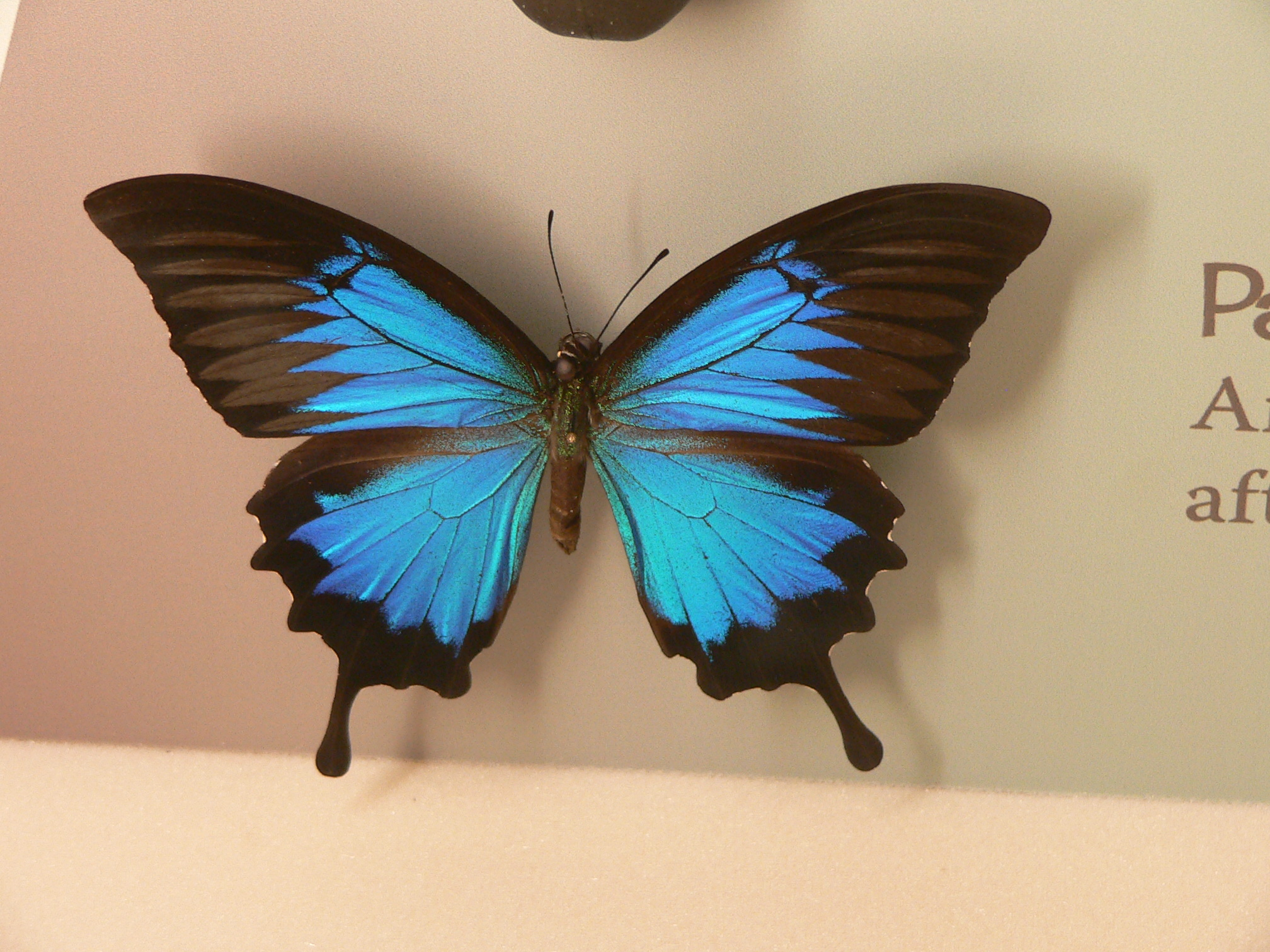
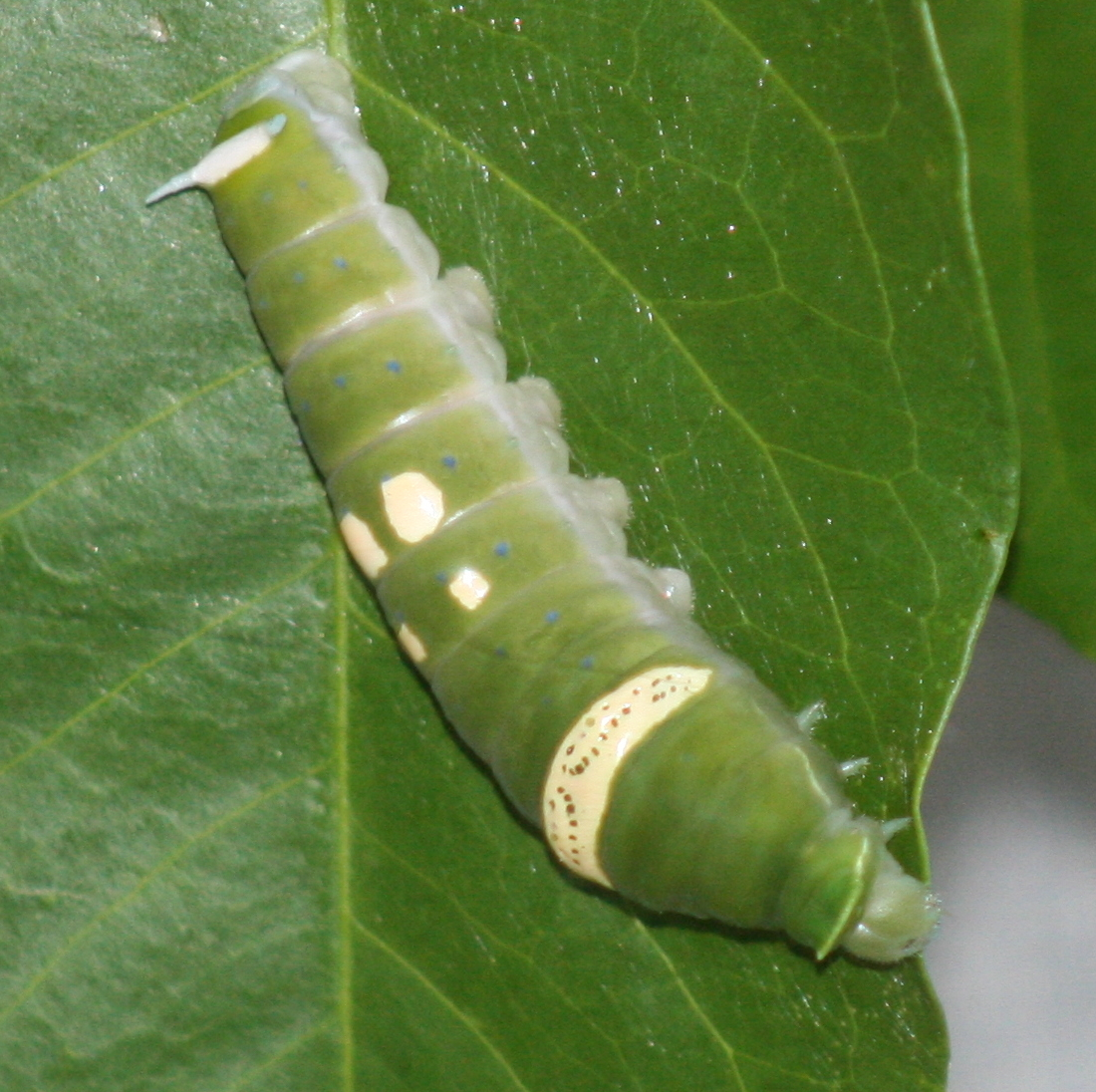